# Matthäus Günther

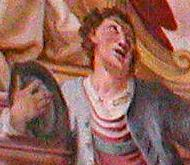
Autorretrato de Günther en un fresco en la Capilla del Rosario de la Canonjía en Markt Indersdorf.

Matthäus Günther (también Mathäus Günther) (Peissenberg (en aquel tiempo: Tritschengreith), 7 de septiembre de 1705-Haid, cerca de Wessobrunn, 30 de septiembre de 1788), fue un pintor y grabador bávaro de la época barroca y rococó.
Günther ayudó a desarrollar el estilo rococó en Baviera y en el Tirol, trabajando en más de 40 iglesias. Su trabajo conocido incluye cerca de setenta frescos y 25 óleos. En particular, fue conocido por su pintura religiosa con figuras de tamaño natural y vivo colorido.
Günther estudió en Múnich desde 1723 hasta 1728 con Cosmas Damian Asam, el mayor de los Hermanos Asam, y perfeccionó su pintura al fresco en Augsburgo. Frecuentemente trabajó con algunos de los más grandes artistas de su tiempo, incluyendo al arquitecto Johann Michael Fischer y el yesista Johann Michael Feuchtmayer y su hermano Franz Xaver.